# Stephonyx perexcavatus
Stephonyx perexcavatus is een vlokreeftensoort uit de familie van de Uristidae. De wetenschappelijke naam van de soort is voor het eerst geldig gepubliceerd in 2012 door Narahara, Tomikawa & Torigoe.